# 江合川あったか河川公園
江合川あったか河川公園(えあいがわあったかかせんこうえん)は、宮城県大崎市にある公園。
江合川の河川敷に整備され、地域保健福祉「あったか村」に隣接している。毎年11月に行われる大崎バルーンフェスティバルの会場としても知られる。

## アクセス
- JR陸羽東線岩出山駅より徒歩5分[2]。
- 東北自動車道古川ICから車で15分。